# Karol Wendt
Karol Juliusz Wendt (ur. 1882 w Nużewie, zm. 20 września 1934 w Warszawie) – polski piekarz, działacz społeczny, polityk, senator III kadencji w II RP.
Karol Wendt był synem Fryderyka Karola Wendta (1851–1910), administratora majątku ziemskiego, oraz Karoliny Rozalii z domu Kersch (1854–1926). Miał sześcioro rodzeństwa. 
Był właścicielem „Pierwszej Warszawskiej Piekarni Mechanicznej Karol Wendt” przy ulicy Leszno 50 w Warszawie.
Był starszym Cechu Piekarzy m.st. Warszawy, przewodniczącym Komitetu Zjazdów Mistrzów Piekarzy w Warszawie, prezesem Centralnego Związku Cechów Piekarskich w Rzeczypospolitej Polskiej (1927–1934). Ponadto pełnił funkcje wiceprezesa Rady Zjednoczenia Stanu Średniego w Warszawie, wiceprezesa Izby Rzemieślniczej w Warszawie, prezesa Rady Naczelnej Rzemiosła Polskiego i prezesa Związku Izb Rzemieślniczych Rzeczypospolitej Polskiej (od 1933 roku). 
Politycznie związany z BBWR. W wyborach parlamentarnych w 1930 roku został zastępcą senatora z listy nr 1 (BBWR) w III kadencji (1930–1935). Po zrzeczeniu się mandatu przez Jana Steckiego został senatorem. Zaprzysiężenie nastąpiło 26 stycznia 1934 roku. Wendt zmarł 9 miesięcy później, przed końcem kadencji. Po jego śmierci fotel senatora zajął Jan Kołłątaj-Srzednicki, którego zaprzysiężenie nastąpiło 16 stycznia 1935 roku i który zrezygnował z tej funkcji 2 tygodnie później (31 stycznia 1935 roku).
Żonaty z Aleksandrą z Kobylińskich (1886–1959). Mieli czworo dzieci: Czesławę (1905–1993), Edmunda (1906–1989), Zygmunta (1909–1990) i Zdzisława (1915–1995). Wraz z rodziną mieszkał przy ulicy Leszno 50. Zmarł nagle w Warszawie w wieku 52 lat, prawdopodobnie na zawał serca. Pochowany na Cmentarzu Ewangelicko-Augsburskim (kwatera Aleja 20-1-1).

## Ordery i odznaczenia
- Srebrny Krzyż Zasługi (30 listopada 1929)[3]